# Malmö Sommargårdar
Stiftelsen Malmö Sommargårdar bildades 1892 under namnet Föreningen Malmö Skollovskolonier. Det var den första skolsociala verksamheten i Malmö. Sedan dess har stiftelsen/föreningen varje sommar erbjudit barn i Malmö några veckors kolonivistelse på olika platser i Skåne. Även andra föreningar i Malmö har tidigare bedrivit liknande verksamhet.
Initiativtagare till föreningen var stadens Folkskoleinspektör Anders Oskar Stenkula. Dess syfte var att ge bleka och undernärda barn en tid med frisk lantluft och riklig och näringsriktig kost. Skolläkare och -sköterskor valde i samråd med lärare ut de barn som ansågs vara i störst behov. Barnens vikt mättes före och efter vistelsen. (1929 var den genomsnittliga ökningen 1,89 kg, 1930 var ökningen 1,80 kg.)
| ” | Istället för den vid avresan bleka, tärda kinden och det matta ögat, talade nu den rödlätta, friska hyn och den glänsande livliga blicken om hälsa och kraft. | „ |
| – Läkare som undersökt barnen efter lantvistelsen, citerad i: Liljenberg, Bengt (30 augusti 2015). ”Ett minne för livet”. Skånska Dagbladet. | |   |

Verksamheten finansierades först av medlemsavgifter och bidrag från privatpersoner och företag, men efterhand kom Malmö stad att skjuta till allt större belopp. Personalen arbetade ofta oavlönat. Det var först kring 1930 som alla fick ersättning och först på 1970-talet som man fick avtalsenlig lön. 1982 ombildades föreningen till Stiftelsen Malmö Sommargårdar, en kommunal stiftelse.
Från början hyrde man in sig i bondgårdar, de flesta i norra Skåne. 1918 köpte föreningen en fastighet i Höllviken med stugan Sjötorpet. Senare tillkom där fler hus. 2006 fanns 1 stuga för de yngsta med plats för 24 barn, 2 stugor för barn mellan 8 och 13 år med plats för 30 resp 32 barn samt 1 hus med anpassning för rörelsehindrade, 10 barn.
1935 kunde föreningen köpa ett större område vid Lursjön öster om Hästveda i norra Skåne med hundra tunnland löv- och barrskog samt en 350 meter lång sandstrand. Där uppförde man ”Barnens by”, tretton kolonigårdar med plats för vardera 31- 32 barn samt en kontorsbyggnad. Strax norr om Barnens by inrättades även en anläggning i Essestorp för förskolebarn.
Sommaren 2006 kunde 1 300 barn i olika omgångar vistas i Höllviken eller Barnens by. Personalstyrkan i Höllviken uppgick 1976 till 51 personer och i Barnens by till 117 personer.
När anläggningarna inte använts som skollovskolonier, har idrottsföreningar och andra kunnat hyra in sig. Hösten 2015 inkvarterades ensamkommande flyktingungdomar i Barnens by.